# Arnaud Denjoy
Arnaud Denjoy (Auch, 5 de enero de 1884-París, 21 de enero de 1974), fue un matemático francés, autor de la teoría de la integración original.

## Biografía

La construcción del ejemplo de Denjoy del homeomorfismo de un círculo con un número de rotación irracional, que no es equivalente a la rotación

### Estudios
El padre de Denjoy fue un comerciante de vinos de Perpiñán, mientras que su madre era catalana. Realizó sus estudios secundarios en el Liceo de Auch, hasta tercer año, cuando fue a Montpellier. Tras superar las selectividades de letras y ciencias, toma clases de matemáticas especiales. De 1902 a 1905 estudió en la Escuela normal superior, donde asistió a las conferencias de Émile Borel y de Paul Painlevé. También asistió a la facultad de ciencias de la Universidad de París, donde siguió los cursos de cálculo diferencial e integral de Édouard Goursat y los cursos de mecánica clásica de Paul Émile Appell. Se licenció en ciencias matemáticas y físicas en 1904.

### Carrera académica
Laureado del concurso de agregación de matemáticas en el año 1905, recibió una pensión de la fundación Thiers para doctorarse en ciencias matemáticas. Defendió su tesis ante la facultad de ciencias de la universidad de París en 1909. Es nombrado luego maestro de conferencias en la universidad de Montpellier. Durante la Primera  Guerra Mundial, formó parte del servicio auxiliar debido a su mala visión. En 1917,  fue enviado en misión a los Países Bajos, donde había nacido la teoría de las funciones en la universidad de Utrecht. En 1919, es nombrado profesor de matemáticas generales en la facultad de las ciencias de la universidad de Estrasburgo, aunque todavía cumplía sus deberes en Utrecht. En febrero de 1922, está encargado de la facultad de las ciencias de la universidad de París, en el curso de matemáticas generales (en sustitución de Paul Montel, suplente de  Élie Cartan, el mismo suplente de Paul Painlevé, después del curso de mecánica analítica y mecánica celeste a cargo de Paul Painlevé), después nombrado maestro de conferencias de cálculo diferencial e integral en 1925 en sustitución de Gaston Julia. Obtiene el título de profesor sin púlpito, después sucede en 1931 a Gastón Julia como titular del púlpito de matemáticas generales (René Garnier lo sucede como maestro de conferencias). Dos años más tarde, está transferido en el cargo de cálculo diferencial e integral, después de 1933, en el cargo de aplicación de análisis a la geometría. Ocupa luego de 1940 a 1946 el cargo de geometría superior, después de aquella teoría de las funciones y topología hasta su retiro en 1955.
Influido por su profesor, Émile Borel, se consagró sobre todo a la teoría de las funciones de la variable real. En 1942 fue elegido miembro de la Academia de las Ciencias y en 1962 fue declarado presidente de la misma. Obtuvo la medalla Lomonosov en 1970. 

### Vida personal
Denjoy se casó en 1923 y fue padre de 3 hijos. Murió en París en 1974. Era ateo, demostrando gran interés en la filosofía, la psicología y las cuestiones sociales.

## Principales publicaciones
- Una extensión de la integral de Lebesgue, Academia de las Ciencias, pp.859 (1912)
- Los continuos cíclicos y la representación conforme, Boletín de la Sociedad Matemática de Francia, p. 97-124 (1942)
- Sobre las funciones derivadas sommables., Boletín de la Sociedad Matemática de Francia, p. 161-248 (1915)